# Tanasevitchia
Tanasevitchia is een geslacht van spinnen uit de familie hangmatspinnen (Linyphiidae).

## Soorten
De volgende soorten zijn bij het geslacht ingedeeld:
- Tanasevitchia strandi (Ermolajev, 1937)
- Tanasevitchia uralensis (Tanasevitch, 1983)